# Liste der Monuments historiques in Turquant
Die Liste der Monuments historiques in Turquant führt die Monuments historiques in der französischen Gemeinde Turquant auf.

## Liste der Bauwerke
| Bezeichnung               | Beschreibung                          | Standort | Kennzeichnung | Schutzstatus | Datum | Bild           |
| ------------------------- | ------------------------------------- | -------- | ------------- | ------------ | ----- | -------------- |
| Moulin de la Herpinière   | Windmühle, erbaut im 16. Jahrhundert  | (Lage)   | PA00109389    | Inscrit      | 1982  | weitere Bilder |
| Manoir de la Chauvellière | Herrenhaus, erbaut im 18. Jahrhundert | (Lage)   | PA00109391    | Inscrit      | 1973  |                |
| Manoir de la Vignole      | Herrenhaus, erbaut im 15. Jahrhundert | (Lage)   | PA00109387    | Inscrit      | 1968  |                |
| Kirche St-Aubin           | Erbaut im 12. Jahrhundert             | (Lage)   | PA00109386    | Classé       | 1967  | weitere Bilder |
| Pavillon de la Vignole    | Pavillon, erbaut im 18. Jahrhundert   | (Lage)   | PA00109390    | Inscrit      | 1975  |                |
| Windmühle im Val Hulin    | Erbaut 1749                           | (Lage)   | PA00109388    | Classé       | 1963  |                |

## Liste der Objekte
- Monuments historiques (Objekte) in Turquant in der Base Palissy des französischen Kultusministeriums